# 子宮內膜異位瘤
子宮內膜異位瘤（endometrioma）又稱巧克力囊腫（chocolate cyst），是子宫内膜异位症所形成含陈旧性积血的囊肿，其内容物常呈深褐色，黏稠如糊状，如巧克力样。
子宮內膜異位瘤最常發生於卵巢，因而卵巢巧克力囊肿常直接称作巧克力囊肿。子宫内膜异位瘤除了发生在在腹盆腔内的卵巢、子宫、腹膜、肠道、膀胱外，亦可发生于胸腔。

## 病生理學

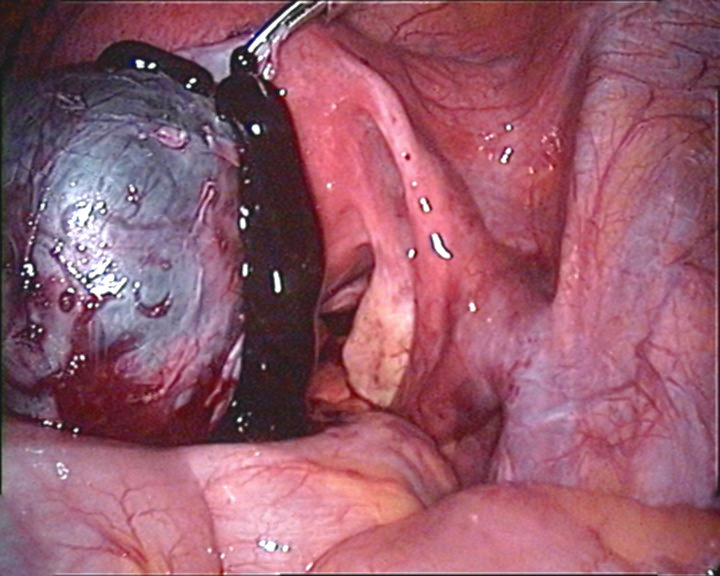
內視鏡影像顯示左邊卵巢有一顆破掉的巧克力囊腫

巧克力囊腫為子宮內膜異位症的一種。

## 治療
子宮內膜異位瘤可藉由手術治療，或是持續追蹤。藥物治療雖對於子宮內膜異位症有效果，但對於本病效果並無優於追蹤治療。

### 手術治療
手術治療能有效減緩症狀、根除惡性腫瘤發生率。